# Navesti (rijeka)
Navesti je 100 km duga rijeka u Estoniji. Njezin izvor je pokraj Imavere (između sela Jalametsa i Käsukonna), Okrug Järva. Ona teče uglavnom zapadno. To je lijeva pritoka rijeke Pärnu. Porječje Navestija je 3.000 km², a prosječan istjek 27,9 m³/s.